# Gian Battista Speri
Gian (o Giovanni) Battista Speri (Montirone, 1787 – 1844) è stato un restauratore e pittore italiano.

## Biografia
Inizialmente praticò la professione di sarto. La sua carriera e fortuna artistica è da attribuirsi soprattutto alla famiglia nobile dei Lechi, in particolare al generale Teodoro, che nel suo comune di nascita, Montirone, possedeva un'elegante dimora, palazzo Lechi. Speri infatti si occupò delle opere e della galleria personale del conte.
Si sposò a Brescia nel duomo il 31 gennaio 1824 con l'allora ventiquattrenne Angela Tòrtima e dal loro matrimonio nacque il futuro patriota italiano Tito Speri.
Attorno all'età di trentacinque anni cominciò la sua attività di restauratore di affreschi e a trasporre su tela affreschi murali: è infatti documentata la sua attività a Lodi per rimuovere un fregio di Callisto Piazza, nel 1833, ed anche un'opera di Lattanzio Gambara su commissione sempre del conte Lechi; la pubblicazione dei Commentari dell'Ateneo di Brescia testimonia, inoltre, come Speri si adoperò per trasporre su tela alcune opere del Gambara e con una di esse nel 1834 giunse a classificarsi secondo al concorso indetto dall'Ateneo, avendo operato "in modo migliore dei fin qui conosciuti".
Lavorò anche su alcune opere del Moretto presso la chiesa di San Clemente a Brescia in occasione dei rinnovamenti dell'edificio voluti dai frati domenicani che abitavano nell'abbazia annessa. Formatasi un'apposita commissione nel 1837, ebbe modo di lavorare con artisti come Rodolfo Vantini e Luigi Basiletti.
L'apice della sua carriera fu raggiunto grazie ai servigi resi a Federico Guglielmo IV di Prussia, quando – riporta la Gazzetta privilegiata di Milano del 1843 – strappò dai muri di casa Silva a Milano alcuni affreschi di Giulio Romano e di Bernardino Luini, trasportati infine a Berlino.